# Mario Marois
Pour les articles homonymes, voir Marois.
Mario Marois (né le 15 décembre 1957 à L'Ancienne-Lorette, dans la province de Québec au Canada) est un joueur professionnel retraité de hockey sur glace. Il est l'oncle du hockeyeur Jérôme Marois. Il est maintenant dépisteur amateur pour des équipes de la Ligue nationale de hockey.

## Carrière de joueur
Natif de la région de Québec, Marois a commencé sa carrière de hockeyeur en évoluant pour les Remparts de Québec. Il devient le capitaine de l'équipe pour la saison 1976-1977. Avec elle, il va deux fois à la finale provinciale et remporte la Coupe du président à une occasion en 1976. Il n'atteint le tournoi de la Coupe Memorial qu’à une seule reprise la même année mais son équipe ne remporte pas le tournoi. Durant sa dernière campagne dans le hockey junior, il est sélectionné dans la deuxième équipe d’étoiles de la Ligue en 1977.
Marois est choisi au repêchage d’entrée de la Ligue nationale de hockey de 1977, au 62e rang, au 4e tour par les Rangers de New York. Il commence sa carrière professionnelle en jouant avec les Nighthawks de New Haven, le club-école des Rangers. Il y joue une bonne partie de l’année. Le 16 novembre 1977, il dispute sa première partie dans la LNH en jouant contre les Blackhawks de Chicago et inscrit un but et une passe à son premier match. Durant cette saison, il joue 8 parties. Il est de nouveau rappelé par les Rangers pour une partie durant le premier tour des éliminatoires contre Buffalo. Il termine cette première année en aidant son équipe de la Ligue américaine de hockey jusqu'à la finale de la Coupe Calder, finale perdue.
L’année suivante, Marois, est promu dès le début de la saison avec les Rangers participe ainsi à la finale de la Coupe Stanley. Les Rangers, cette année-là, ne peuvent rien contre les Canadiens de Montréal qui remportent leur quatrième coupe stanley consécutive. Durant la saison 1980-1981, il est échangé pour la première fois de sa carrière. Il se retrouve avec les Canucks de Vancouver. Il ne joue 50 parties avec eux avant d'être de nouveau échangé, durant la saison, aux Nordiques de Québec.
À la fin de la saison 1982-1983, le capitaine des Nordiques, André Dupont, prend sa retraite. Marois devient le nouveau capitaine des Nordiques en septembre de cette année-là, poste qu'il occupe durant deux ans. En 1983-1984, il connait la deuxième meilleure saison de sa carrière avec 49 points. En 1984-1985, il perd en demi-finale de la Coupe Stanley contre les Flyers de Philadelphie. L’année suivante, il est échangé aux Jets de Winnipeg. Durant la saison 1987-1988, il connaît la meilleure saison de sa carrière en produisant 51 points. En 1988, il est de nouveau échangé aux Nordiques où il demeure pour une saison et demie. Durant ce retour dans la « vieille capitale », il retrouve un ancien coéquipier du début de sa carrière à New York, Lucien Deblois. En 1989, il représente son pays au championnat du monde de hockey sur glace où il gagne la médaille d'argent. Il va ensuite jouer à Saint-Louis puis il retourne à Winnipeg pour s’aligner pour une dernière fois avec une équipe de la LNH. Il joue de nouveau avec Lucien Deblois. Avant de définitivement accrocher ses patins, il joue une dernière saison avec les Canucks de Hamilton dans la Ligue américaine de hockey en 1992-1993.

## Carrière d'entraineur et de dépisteur
Voulant demeurer dans le monde du hockey, en 1993-1994, il devient assistant-entraîneur avec Hamilton. Il demeure à ce poste seulement une saison. En 1994, il offre ses services pour devenir analyste à la description des parties des Nordiques de Québec à la radio pour se rapprocher de sa famille. Il obtient le poste et devient le nouvel analyste à la station CJRP. Avec le conflit ayant touché la LNH au début de la saison 1994-1995, la saison est retardée et il se retrouve sans emploi car il avait quitté son poste d'entraîneur-adjoint à Hamilton. Finalement, en janvier 1995, il débute à la radio. Cet emploi est de courte durée car les Nordiques déménagent au Colorado à la fin de la saison.
En juillet 1998, Mario Marois est appelé par Marius Fortier pour devenir entraîneur-chef des Rafales de Québec la future nouvelle équipe des Bulldogs de Québec. Marois accepte et retrouve Deblois qui est le nouveau directeur gérant de l'équipe. Une nouvelle équipe se met en place par la recherche des joueurs et du personnel. Un mois plus tard, en août 1998, l'équipe de haute-direction doit mettre fin subitement à son projet de prise de la franchise par manque de fonds et d'investisseurs, la franchise doit être dissoute.
Marois reçoit une autre offre près d'un an plus tard en 1999. On lui confit le poste d'entraineur de l'équipe du Grand Portneuf de Pont-Rouge dans la Ligue semi-professionnelle du Québec qui est devenue la Ligue nord-américaine de hockey. Il n'y demeure qu'une saison avec une finale où l'équipe s'incline contre les Rapides de LaSalle.
Il quitte son poste d’entraîneur à Pont-Rouge pour accepter un poste à un niveau supérieur. Il devient en 2000 dépisteur amateur pour le Québec et l’est du Canada pour les Canucks de Vancouver, il demeure avec cette équipe jusqu'en 2003. Il est ensuite dépisteur pour l'Avalanche du Colorado ainsi que pour les Hurricanes de la Caroline et plus récemment pour les Red Wings de Détroit.

## Autres
Mario Marois est un adepte du cyclisme roulant plus de 5 000 km durant la belle saison.

## Statistiques
Pour les significations des abréviations, voir Statistiques du hockey sur glace.
| Saison     | Équipe                  | Ligue      |     | Saison régulière | Saison régulière | Saison régulière | Saison régulière | Saison régulière |    | Séries éliminatoires | Séries éliminatoires | Séries éliminatoires | Séries éliminatoires | Séries éliminatoires |
| Saison     | Équipe                  | Ligue      | PJ  | B                | A                | Pts              | Pun              | PJ               | B  | A                    | Pts                  | Pun                  |                      |                      |
| 1975-1976  | Remparts de Québec      | LHJMQ      | 67  | 11               | 42               | 53               | 270              |                  |    |                      |                      |                      |                      |                      |
| 1976-1977  | Remparts de Québec      | LHJMQ      | 72  | 17               | 67               | 84               | 239              |                  |    |                      |                      |                      |                      |                      |
| 1977-1978  | Nighthawks de New Haven | LAH        | 52  | 8                | 23               | 31               | 147              | 12               | 5  | 3                    | 8                    | 31                   |                      |                      |
| 1977-1978  | Rangers de New York     | LNH        | 8   | 1                | 1                | 2                | 15               | 1                | 0  | 0                    | 0                    | 5                    |                      |                      |
| 1978-1979  | Rangers de New York     | LNH        | 71  | 5                | 26               | 31               | 153              | 18               | 0  | 6                    | 6                    | 29                   |                      |                      |
| 1979-1980  | Rangers de New York     | LNH        | 79  | 8                | 23               | 31               | 142              | 9                | 0  | 2                    | 2                    | 8                    |                      |                      |
| 1980-1981  | Rangers de New York     | LNH        | 8   | 1                | 2                | 3                | 46               |                  |    |                      |                      |                      |                      |                      |
| 1980-1981  | Canucks de Vancouver    | LNH        | 50  | 4                | 12               | 16               | 115              |                  |    |                      |                      |                      |                      |                      |
| 1980-1981  | Nordiques de Québec     | LNH        | 11  | 0                | 7                | 7                | 20               | 5                | 0  | 1                    | 1                    | 6                    |                      |                      |
| 1981-1982  | Nordiques de Québec     | LNH        | 71  | 11               | 32               | 43               | 161              | 13               | 1  | 2                    | 3                    | 44                   |                      |                      |
| 1982-1983  | Nordiques de Québec     | LNH        | 36  | 2                | 12               | 14               | 108              | --               | -- | --                   | --                   | --                   |                      |                      |
| 1983-1984  | Nordiques de Québec     | LNH        | 80  | 13               | 36               | 49               | 151              | 9                | 1  | 4                    | 5                    | 6                    |                      |                      |
| 1984-1985  | Nordiques de Québec     | LNH        | 76  | 6                | 37               | 43               | 91               | 18               | 0  | 8                    | 8                    | 12                   |                      |                      |
| 1985-1986  | Nordiques de Québec     | LNH        | 20  | 1                | 12               | 13               | 42               | --               | -- | --                   | --                   | --                   |                      |                      |
| 1985-1986  | Jets de Winnipeg        | LNH        | 56  | 4                | 28               | 32               | 110              | 3                | 1  | 4                    | 5                    | 6                    |                      |                      |
| 1986-1987  | Jets de Winnipeg        | LNH        | 79  | 4                | 40               | 44               | 106              | 10               | 1  | 3                    | 4                    | 23                   |                      |                      |
| 1987-1988  | Jets de Winnipeg        | LNH        | 79  | 7                | 44               | 51               | 111              | 5                | 0  | 4                    | 4                    | 6                    |                      |                      |
| 1988-1989  | Jets de Winnipeg        | LNH        | 7   | 1                | 1                | 2                | 17               | --               | -- | --                   | --                   | --                   |                      |                      |
| 1988-1989  | Nordiques de Québec     | LNH        | 42  | 2                | 11               | 13               | 101              | --               | -- | --                   | --                   | --                   |                      |                      |
| 1989-1990  | Nordiques de Québec     | LNH        | 67  | 3                | 15               | 18               | 104              | --               | -- | --                   | --                   | --                   |                      |                      |
| 1990-1991  | Blues de Saint-Louis    | LNH        | 64  | 2                | 14               | 16               | 81               | 9                | 0  | 0                    | 0                    | 37                   |                      |                      |
| 1991-1992  | Blues de Saint-Louis    | LNH        | 17  | 0                | 1                | 1                | 38               | --               | -- | --                   | --                   | --                   |                      |                      |
| 1991-1992  | Jets de Winnipeg        | LNH        | 34  | 1                | 3                | 4                | 34               | --               | -- | --                   | --                   | --                   |                      |                      |
| 1992-1993  | Canucks de Hamilton     | LAH        | 68  | 5                | 27               | 32               | 86               | --               | -- | --                   | --                   | --                   |                      |                      |
| Totaux LNH | Totaux LNH              | Totaux LNH | 955 | 76               | 357              | 433              | 1746             | 100              | 4  | 34                   | 38                   | 182                  |                      |                      |

## Trophées, honneurs et hommages
- Ligue de hockey junior majeur du Québec
  - Nommé dans la deuxième équipe d'étoiles en 1977.
  - Temple de la renommée de la LHJMQ en 2016. Intronisation le 6 avril 2016[3].
- Remparts de Québec
  - Capitaine de l'équipe en 1976-1977.
  - Remporte la Coupe du président en 1976.
- Nordiques de Québec
  - Septembre 1983 à novembre 1985 : Capitaine de l'équipe
- Internationale  
  - Gagne la médaille d'argent en 1989 avec l'Équipe Canada au Championnat du monde de hockey sur glace.
- Ville de L'Ancienne-Lorette
  - En 1972, un amphithéâtre est érigé dans cette municipalité pour le patinage et le hockey sur glace. Il s'appelle à l'origine Amphi-Glace. En juillet 1994, l'édifice est renommé en son honneur : Amphiglace Mario Marois car il est la première personne originaire de cette ville à évoluer dans la Ligue nationale de hockey. L'édifice est démoli en 2009 pour faire place à un complexe multidisciplinaire moderne de deux patinoires. À l'intérieur du nouvel édifice, une salle est nommée en son honneur : Salle Mario-Marois.
- Médaille de l'Assemblée nationale en 2008[4]